# قرار مجلس الأمن التابع للأمم المتحدة رقم 1379
قرار مجلس الأمن التابع للأمم المتحدة رقم 1379، المتخذ بالإجماع في 20 تشرين الثاني / نوفمبر 2001، بعد الإشارة إلى القرارات 1261 (1999) و1265 (1999) و1296 (2000) و1306 (2000) و1308 (2000) و1314 (2000) و1325 (2000)، نظر المجلس في الأحكام الخاصة بحماية الأطفال أثناء عمليات حفظ السلام وطلب من الأمين العام تحديد أطراف النزاع التي استخدمت أو جندت الأطفال.
قبل اعتماد القرار 1379، حث أول طفل يتحدث في مجلس الأمن، وهو جندي سابق في سيراليون، الهيئة على بذل كل ما في وسعها لمساعدة الشباب الذين أجبروا على القتال في حالات الصراع المسلح في جميع أنحاء العالم.

## القرار

### أعمال
وتعهد المجلس بالنظر في حماية الأطفال في النزاعات المسلحة عند مناقشة المسائل التي ينظر فيها المجلس، وأحكام حماية الأطفال عند النظر في ولايات عمليات حفظ السلام. وقدم الدعم للعمل الجاري الذي يقوم به الأمين العام، والممثل الخاص للأمين العام المعني بالأطفال والنزاع المسلح، ومنظمة الأمم المتحدة للطفولة، ومفوض الأمم المتحدة السامي لشؤون اللاجئين، ومفوضية الأمم المتحدة لحقوق الإنسان، وجهات أخرى. وتم التأكيد على أهمية وصول المنظمات الإنسانية دون عوائق إلى مناطق النزاع، ولا سيما بالنسبة للفئات الضعيفة. كما سيتناول تأثير العقوبات على الأطفال. علاوة على ذلك، يعتزم المجلس النظر في الروابط بين النزاع المسلح والإرهاب، والتجارة غير المشروعة في المعادن الثمينة، والاتجار غير المشروع بالأسلحة، والأنشطة الإجرامية الأخرى.
تمت دعوة جميع أطراف النزاع المسلح إلى:
(أ) احترام الصكوك الدولية المتعلقة بالأطفال في النزاعات المسلحة؛
(ب) حماية اللاجئين والمشردين داخلياً وتقديم المساعدة إليهم؛
(ج) تعزيز وحماية حقوق الفتيات في النزاعات المسلحة؛
(د) التقيد بالالتزامات التي تم التعهد بها للممثل الخاص للأمين العام المعني بالأطفال والنزاع المسلح؛
(هـ) توفير الحماية للأطفال في اتفاقيات السلام.
كما طُلب من جميع الدول الأعضاء والأمين العام وهيئات الأمم المتحدة ومختلف المنظمات الدولية معالجة حماية الأطفال والجنود الأطفال في مناطق النزاع المسلح. طُلب من الأمين العام كوفي عنان تقديم تقرير بحلول 31 تشرين الأول / أكتوبر 2002 عن تنفيذ القرار الحالي وإدراج الأطراف المتورطة في نزاع مسلح بتجنيد الأطفال في انتهاك لالتزاماتها الدولية؛ تم لاحقا تسمية 23 طرفا.

## روابط خارجية
- نص القرار في undocs.org